# Hypochaeris
Hypochaeris es un género de plantas fanerógamas perteneciente a la familia Asteraceae. Comprende cerca de 251 especies descritas y de estas, solo 85 aceptadas. La mayoría de las especies son nativas de América del Sur, pero algunos se encuentran en Eurasia y África del Norte.

## Descripción
Se trata de hierbas anuales y perennes, en general, teniendo cabezas con flores liguladas amarillas.

## Taxonomía
El género fue descrito por Carlos Linneo y publicado en Species Plantarum 2: 810. 1753.